# Korhut Mihály
Korhut Mihály (Miskolc, 1988. december 1. –) magyar válogatott labdarúgó, hátvéd. Háromszoros magyar bajnok, háromszor nyert Magyar Kupát, egyszer Ligakupát, illetve egyszer Szuperkupát. Kétszeres izraeli bajnok.

## Pályafutása

### Klubcsapatokban
A 2011-12-es szezonban lett stabil kezdő a veretlenül bajnokságot nyert DVSC-ben, az első 21 bajnoki mérkőzésen végig a pályán volt és csak a Diósgyőr elleni mérkőzést hagyta ki eltiltás miatt. Első gólját a DVSC-ben a 2011. november 30-i Kecskemét–DVSC (1-2) Magyar Kupa mérkőzésen szerezte.  2012 áprilisában meghívót kapott a ligaválogatottba, azonban a sűrű program miatt végül a debreceni játékosok nem szerepeltek a mérkőzésen.
A következő években alapembere lett a hajdúsági csapatnak, amellyel két-két bajnoki címet, és kupagyőzelmet ünnepelhetett.
2016. augusztus 29-én az izraeli Hapóél Beér-Seva játékosa lett.
Szeptember 15-én, az Internazionale elleni győztes Európa-liga mérkőzésen mutatkozott be új csapatában. A kezdőcsapat tagjaként 85 percet játszott.
Alapembere lett az izraeli csapatnak, amely 2017. április 29-én Korhuttal a kezdőben 2–1-re legyőzte a Maccabi Tel Avivot ezzel pedig bebiztosította a bajnoki címet.
A 2017–2018-as Bajnokok Ligája selejtezőjében pályára lépett a Budapest Honvéd ellen. Az izraeli csapat 5–3-as összesítéssel jutott tovább. A bolgár Ludogorec Razgradot a következő körben büntetőkkel búcsúztatták, de a főtáblára jutásért a szlovén NK Maribor ellen alulmaradtak, így az Európa-liga csoportkörében folytathatták. 2017. szeptember 29-én 2021 nyaráig meghosszabbította a szerződését.
2018. július 18-án a ciprusi Anórthoszi hivatalos honlapján jelentette be, hogy szerződtette Korhutot izraeli csapatától. Később Korhut menedzsere cáfolta a megegyezés tényét, mondván a játékos máshonnan is kapott ajánlatot, ezért gondolkodási időt kért. Az átigazolási időszak alatt szóba hozták belga és más izraeli csapatokkal kapcsolatban is, végül mégis maradt a Beér-Seva játékosa. Szeptember 25-én térdsérüléséből felépülve nyolc hónap elteltével lépett pályára újból tétmérkőzésen. Október 6-án, a Makkabi Petah Tikvá ellen megszerezte első bajnoki gólját Izraelben.
2019 januárjában a görög első osztályú Árisz Szaloníki szerződtette. 2019. január 20-án mutatkozott be a görög bajnokságban, a Láriszasz elleni  0–0-s mérkőzésen kezdőként 83 percet játszott. Másfél év alatt 52 tétmérkőzésen lépett pályára  aklub színeiben és két gólt szerzett. 2020. július 22-én, miuztán szerződése lejárt a görög csapatnál, a másodosztályba kieső DVSC-be igazolt.

### A válogatottban
A felnőtt válogatottban 2014. május 22-én mutatkozott be Dánia ellen. Két év szünet után Bernd Storck hívta be megint a nemzeti csapatba, majd nevezte a 2016-os labdarúgó-Európa-bajnokságra is, ahol egy mérkőzésen, a Portugália elleni csoportmérkőzésen lépett pályára.

## Sikerei, díjai

### Klub
Debreceni VSC
- Magyar bajnok (3): 2009–10, 2011–12, 2013–14
- Magyar kupagyőztes (3): 2009–10, 2011–12, 2012–13
- Magyar ligakupa győztes (1): 2010
- Magyar szuperkupa győztes (1): 2010

 Hapóél B. Sheva
- Izraeli bajnok (2): 2016–17, 2017–18[20]

### Válogatott
Magyarország
- Európa-bajnokság
  - nyolcaddöntős: 2016

## Statisztika

### Válogatottban
| Magyarország | Magyarország | Magyarország |
| Év           | Mérk.        | Gólok        |
| ------------ | ------------ | ------------ |
| 2014         | 4            | 0            |
| 2015         | –            | –            |
| 2016         | 4            | 0            |
| 2017         | 5            | 0            |
| 2018         | 2            | 0            |
| 2019         | 7            | 1            |
| Összesen     | 22           | 1            |

### Mérkőzései a válogatottban
| Magyarország | Magyarország        | Magyarország                          | Magyarország | Magyarország | Magyarország | Magyarország    | Magyarország | Magyarország |
| #            | Dátum               | Helyszín                              | Hazai        | Eredmény     | Vendég       | Kiírás          | Gólok        | Esemény      |
| ------------ | ------------------- | ------------------------------------- | ------------ | ------------ | ------------ | --------------- | ------------ | ------------ |
| 1.           | 2014. május 22.     | Debrecen, Nagyerdei stadion           | Magyarország | 2 – 2        | Dánia        | barátságos      | -            | 57'          |
| 2.           | 2014. június 4.     | Budapest, Puskás Ferenc Stadion       | Magyarország | 1 – 0        | Albánia      | barátságos      | -            | 67'          |
| 3.           | 2014. június 7.     | Budapest, Puskás Ferenc Stadion       | Magyarország | 3 – 0        | Kazahsztán   | barátságos      | -            |              |
| 4.           | 2014. október 14.   | Tórshavn, Tórsvøllur Stadion          | Feröer       | 0 – 1        | Magyarország | Eb-selejtező    | -            |              |
| 5.           | 2016. március 26.   | Budapest, Groupama Aréna              | Magyarország | 1 – 1        | Horvátország | barátságos      | -            | 89'          |
| 6.           | 2016. június 22.    | Lyon, Stade des Lumières (FRA)        | Magyarország | 3 – 3        | Portugália   | Eb-csoportkör   | -            |              |
| 7.           | 2016. október 10.   | Riga, Skonto stadion                  | Lettország   | 0 – 2        | Magyarország | vb-selejtező    | -            |              |
| 8.           | 2016. november 13.  | Budapest, Groupama Aréna              | Magyarország | 4 – 0        | Andorra      | vb-selejtező    | -            | 35'          |
| 9.           | 2017. március 25.   | Lisszabon, Estádio da Luz             | Portugália   | 3 – 0        | Magyarország | vb-selejtező    | -            |              |
| 10.          | 2017. augusztus 31. | Budapest, Groupama Aréna              | Magyarország | 3 – 1        | Lettország   | vb-selejtező    | -            |              |
| 11.          | 2017. szeptember 3. | Budapest, Groupama Aréna              | Magyarország | 0 – 1        | Portugália   | vb-selejtező    | -            |              |
| 12.          | 2017. október 7.    | Bázel, St. Jakob-Park                 | Svájc        | 5 – 2        | Magyarország | vb-selejtező    | -            |              |
| 13.          | 2017. november 9.   | Luxembourg, Stade Josy Barthel        | Luxemburg    | 2 – 1        | Magyarország | barátságos      | -            |              |
| 14.          | 2018. november 15.  | Budapest, Groupama Aréna              | Magyarország | 2 – 0        | Észtország   | Nemzetek Ligája | -            |              |
| 15.          | 2018. november 18.  | Budapest, Groupama Aréna              | Magyarország | 2 – 0        | Finnország   | Nemzetek Ligája | -            | 54'          |
| 16.          | 2019. március 21.   | Nagyszombat, Anton Malatinský Stadion | Szlovákia    | 2 – 0        | Magyarország | Eb-selejtező    | -            | 59'          |
| 17.          | 2019. június 8.     | Baku, Olimpiai Stadion                | Azerbajdzsán | 1 – 3        | Magyarország | Eb-selejtező    | -            |              |
| 18.          | 2019. június 11.    | Budapest, Groupama Aréna              | Magyarország | 1 – 0        | Wales        | Eb-selejtező    | -            | 90'          |
| 19.          | 2019. szeptember 5. | Podgorica, Podgoricai Stadion         | Montenegró   | 2 – 1        | Magyarország | barátságos      | -            | 61'          |
| 20.          | 2019. október 10.   | Split, Poljud Stadion                 | Horvátország | 3 – 0        | Magyarország | Eb-selejtező    | -            |              |
| 21.          | 2019. október 13.   | Budapest, Groupama Aréna              | Magyarország | 1 – 0        | Azerbajdzsán | Eb-selejtező    | 1            | 10' 73'      |
| 22.          | 2019. november 15.  | Budapest, Puskás Aréna                | Magyarország | 1 – 2        | Uruguay      | barátságos      | -            | 75'          |
|              | Összesen            |                                       |              | 22           | mérkőzés     |                 | 1            | gól          |